# بين مارتن (لاعب غولف)
بين مارتن (بالإنجليزية: Ben Martin)‏ هو لاعب غولف أمريكي، ولد في 26 أغسطس 1987 في غرينوود في الولايات المتحدة.

## وصلات خارجية
- بين مارتن على موقع رابطة لاعبي الغولف المحترفين (الإنجليزية)
- بين مارتن على موقع التصنيف العالمي الرسمي للغولف (الإنجليزية)